# Vrbaška (település)
Vrbaška (szerbül: Врбашка), falu Gradiška községben, Bosznia-Hercegovinában, Bosanska krajina területén, a Szerb Köztársaságban. 

## Fekvése
Bosznia-Hercegovina északi részén, Banja Lukától légvonalban 37, közúton 44 km-re északra, községközpontjától légvonalban 6, közúton 7 km-re délnyugatra, 100-115 méteres magasságban, a Jablanica-folyó bal partján, a Prosara hegység délkeleti lábánál elterülő síkságon fekszik. Itt ömlik a Vrbaška-folyó a Jablanicába. Vrbaška több, kis településből áll. A település szórványos jellegű, mintegy 6 km hosszan, helyi utak mentén délnyugat-északkeleti irányban húzódik. A középületek közül csak posta van.

## Népessége
| Nemzetiségi csoport | Népesség 1991 | Népesség 2013 |
| ------------------- | ------------- | ------------- |
| Szerb               | 1000          | 810           |
| Bosnyák             | 0             | 0             |
| Horvát              | 6             | 3             |
| Jugoszláv           | 30            | 1             |
| Egyéb               | 21            | 5             |
| Összesen            | 1057          | 819           |

## Története
A régészeti leletek tanúsága szerint a település területén már az őskorban is laktak emberek. A Kučište nevű lelőhelyen bronzkori település maradványaira bukkantak. A kora középkorban a jablanicamenti mocsaras terület mellett erődítmény állt, melynek sáncai ma is jól kivehetők, a Babića Kula lelőhely pedig késő középkori település nyomait rejti.
A falu neve a Vrbaška-folyóból ered, amely Kozara-hegységben ered és a Pavetnjak-dombon álló azonos nevű vár mellett folyik tovább, északkelet felé. Ezt a várat először 1293-ban említik. Sokáig Orbász zsupánia székhelye volt. Vrbaška falu ott jött létre, ahol a Vrbaška-folyó a Jablanicába ömlik, majd még a falu területén, Donja Vrbaškánál ömlik bele a Ljutava is, hogy aztán néhány kilométer megtétele után a Szávába ömöljön.
A Vrbaškához tartozó terület Donja és Gornja Vrbaška, valamint Ljutava és Krajčinovac falvakkal együtt viharos múltra tekint vissza. Az első ismert telepesek itt az illír oseriates törzs voltak, majd a kelták jöttek, a rómaiak pedig az i. e. 2. század elején érkeztek meg. A vrbaškai Babića Kula lelőhelyen római kerámiákat és római érméket is találtak. Két ősi erőd romja is látható itt, az egyik török, a másik római kori. Itt vezetett át a Siscia (Sziszek) - Servitium (Gradiška) – Sirmium (Szávaszentdemeter) út. Vrbaška fontosságát jelzi, hogy itt mindig is fontos utak keresztezték egymást, ahol seregek és karavánok haladtak át.
Ez a vidék 1537 körül került török kézre. Az oszmán uralom idején Vrbaška környékén Džinić bég családjának volt nagy birtoka, őrtornyokkal és csardakokkal. Egyiküknek, Mahmud bég Džinićnek 700 hektár földje volt Vrbaškában. Nagy, népes család volt ez, melynek feje Salih bég Džinić volt Gradiska utolsó kapitánya, akit sok dalban énekeltek meg. A Podgradce felé vezető vrbaškai völgyet még most is Kulski jaraknak (toronyároknak) hívják, mert azon a helyen Džinićeknek magas tornya volt. Egy 1873-ban megjelent történelmi írásban, ahol elsősorban a Ógradiska erődjéről írnak, Verbaska, azaz a mai Vrbaška falu is szerepel, ahonnan a nép a török elnyomás miatt a Száván át Szlavóniába menekült. Ógradiska erődítménye és Gornji Varoš falu közötti területen 1739-ben alapították meg saját településüket, amit Uskocinak neveztek el, mert, ahogy mondták oda, az osztrák-magyar fennhatóság alatti területre szöktek. Uskoci falu ma is létezik.
1875 nyarán, amikor az ismert gradiskai kereskedő, Vaso Vidović több prominens személlyel együtt megalakította a Boszniai Felszabadítási Felkelés főtanácsát, Vrbaškában népfelkelés tört ki. Abban az évben, augusztus 16-án érkezett Ostoja Kormanoš a faluba, és felszólította az embereket, hogy keljenek fel a törökök ellen, így az éjszaka folyamán az összes török elmenekült. Vrbaška történetének fontos része, amikor a helyiek megszabadultak a megszállóktól.
A település területe 1878-ig tartozott az Oszmán Birodalomhoz, ekkor a berlini kongresszus határozata alapján az Osztrák-Magyar Monarchia része lett. Az új hatalom a falu gyors fejlődését eredményezte. 1879-ben az első osztrák-magyar népszámlálás során a Berbir községhez tartozó településnek 100 háztartása és 581 ortodox szerb lakosa volt. Az 1890-től 1905-ig tartó 15 esztendő alatt számos német telepes érkezett ide, ami egyben meghatározta a falu történetét is. A vrbaškai német kolóniát Karlsdorfnak hívták, 131 telepessel, akik német nyelvű magániskolát nyitottak gyermekeik számára, de egy-egy osztályt is alakítottak a szerb és horvát nyelvű oktatásra. Ezek a telepesek eddig ismeretlen eszközöket és gépeket hoztak a földműveléshez, elkezdték termeszteni a szamócát, a szőlőt, a lóherét, a repcét és egy új szarvasmarha fajtát. A helyiek még jól emlékeztek az osztrák-magyar fennhatóság idején épült keskeny nyomtávú vasútra is, amelyen gőzmozdonyon szállította a fát Podgradacból a Szávapartra. 1910-ben a Bosanska Gradiškai járáshoz tartozó községben 155 háztartást, 889 ortodox szerb, 3 muszlim, 10 római katolikus és 1 görög katolikus lakost találtak.
A monarchia szétesésével 1918-ban előbb a Szerb-Horvát-Szlovén Királyság, majd 1929-től a Jugoszláv Királyság része. 1921-ben a falunak 206 háztartása és 1128 lakosa volt. A két világháború között, 1930-ban Vrbaškán iskolaépület épült. Az első tanárok Josip (Jozo) Matijević és felesége, Milica, valamint Nevenka Bjelošević (férjezett nevén Arsenijević) voltak, aki egy évvel később, 1931. szeptember 6-án kezdett dolgozni Vrbaškában.
Jugoszlávia megszállása után a település a Független Horvát Állam (NDH) része lett. 1942-ben a faluban súlyos harcok folytak az usztasa és a partizán egységek között. 1942. január 4-én 2. krajinai partizánkülönítmény 3. zászlóaljának 2. százada Vrbaškán megtámadta az ott állomásozó ellenséges legénységet. A három óráig tartó a küzdelemben az usztasa legénység hevesen védekezett, majd Bosanska Gradiškától kapott segítséget, gyalogság és egy géppuskás század formájában. Végül a partizánok visszavonultak. 17-én újra összecsapott a két egység, majd február 3-án a partizánok kiűzték a faluból az ellenséget. Március 21-én a partizánok visszaverték a falu elleni usztasa támadást.
A falu 1945-től a szocialista Jugoszlávia része volt. A boszniai háború idején a település a Boszniai Szerb Köztársaság része volt. A daytoni békeszerződést követő területfelosztásnál a település Bosanska Gradiška község részeként a Szerb Köztársaság területéhez került.

## Nevezetességei
- A Szentháromság tiszteletére szentelt pravoszláv temploma.

- Babića Kula – középkori település maradványai. A lelőhely egy észak-déli irányú, négyszögletes platón található, ahol szétszórt építőanyag maradványai láthatók. A környező szántóföldön nagyszámú, késő középkori kerámiatöredéket találtak.[5]

- Kučište – őskori település maradványai néhány késő bronzkori kerámiatöredékkel, agyagtárggyal és agyagedénnyel.[5]

- Palanka – koraközépkori erőd maradványai egy mocsaras terület melletti, Luke nevű nagy kiterjedésű szántóterületen. Az erődítmény 30x20 méteres, ellipszoid alaprajzú, 3,5 méter széles és 0,6 méter magas földsánccal volt övezve. A leletek középkori kerámiatöredékekből állnak.[5]